# Neobisium gaditanum
Neobisium gaditanum är en spindeldjursart som beskrevs av Volker Mahnert 1977. Neobisium gaditanum ingår i släktet Neobisium och familjen helplåtklokrypare. Inga underarter finns listade i Catalogue of Life.